# Mailx
mailx est une commande Unix d'envoi de courriel. C'est une version évoluée de la commande mail.
Sa syntaxe est similaire à ed.

## Exemples
```
  
$
 
mailx
 
-s
 
"Sujet du mail"
 
abc@example.com

  
Contenu
 
du
 
message

  
...

  
EOT
 
(
Ctrl+d
)

  
$

```